# Bård Breivik

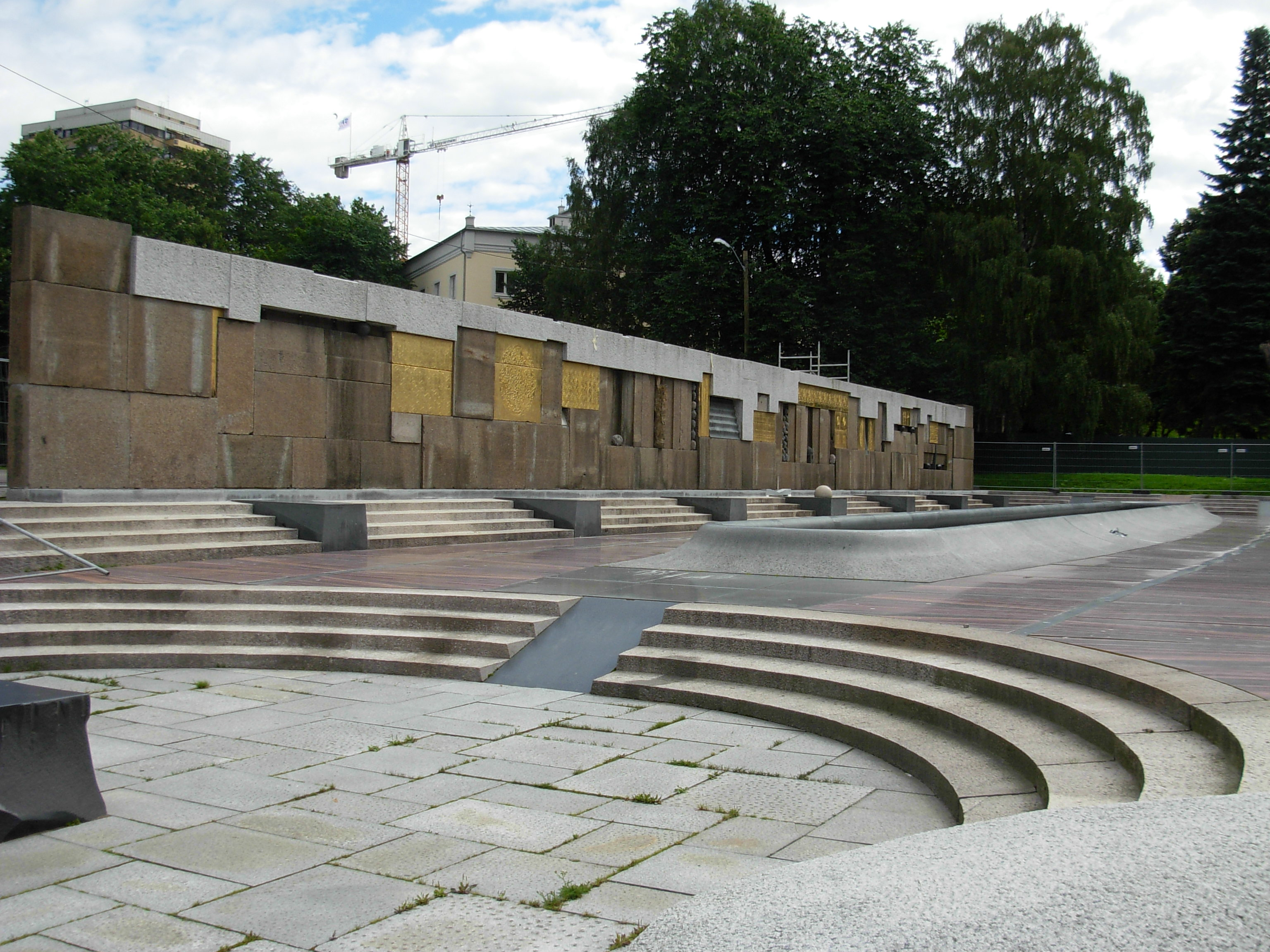
Klosterenga Skulpturenpark, Oslo

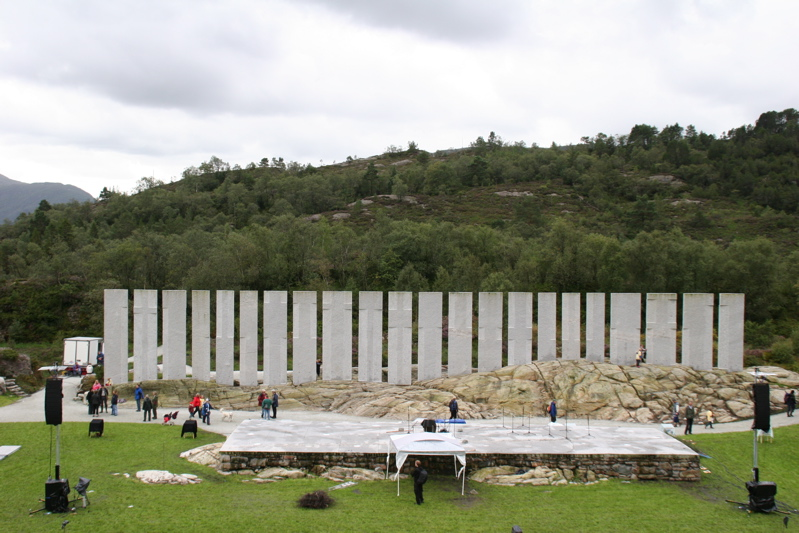
Installation Gulating von Bård Breivik in Flolid bei Gulen, 2004

Bård Breivik (* 23. November 1948 in Bergen; † 10. Januar 2016 in Oslo) war ein norwegischer Bildhauer. Er war 1971 Mitbegründer der Künstlergruppe LYN.

## Leben
Er war der Sohn des Grafikers und Malers Thomas Breivik (1923–1999) und dessen erster Frau Sissel Søyland (* 1927). Von 1967 bis 1969 besuchte Bård Breivik die Keramik-Abteilung der Kunsthandwerkschule Bergen und im Anschluss die dortige Vestlandets Kunstakademie, wo er ein Schüler des Bildhauers Hugo Watne war. Von 1970 bis 1971 studierte er an der St. Martin School of Art in London bei Anthony Caro. Zu dieser Zeit begann er sich der Konzeptkunst zuzuwenden, unter anderem beeinflusst durch seine Kontakte zu englischen und amerikanischen Künstlern. 1971 gründete er mit anderen Künstlern die Gruppe LYN, der er bis 1981 angehörte. Ein weiteres Mitglied der Künstlergruppe war Gerhard Stoltz, mit dem Breivik mehrere Installationen schuf. 1974 hatte er seine erste Einzelausstellung in der Galleri 1 in Bergen. Im gleichen Jahr übernahm er einen Lehrauftrag an der Westnorwegischen Kunstakademie in Bergen, den er bis 1979 ausübte. 1982 bis 1985 war er Professor an der Kunstakademie in Stockholm. In den 1980ern konzentrierte sich Breiviks künstlerisches Schaffen zunehmend auf kulturelle Traditionen wie Holzbootbau oder Bruchsteinarchitektur. Seine Objektkunst verbindet Einfachheit mit handwerklicher Präzision, Vergangenes mit Hochtechnologie. Häufig arbeitete Breivik mit Industrieunternehmen zusammen.

## Ausstellungen (Auswahl)
- Vigelandsmuseum, Oslo (2014)
- KODE, Bergen (2014)
- Inside Out Art Centre, Beijing (2012)
- Galleri Riis (2012)
- Galleri Andersson / Sandström, Umeå (2010)
- Galleri Anhava, Helsinki (2009)
- "Referat 76-08" Sørlandets Kunstmuseum, Kristiansand(2008)
- Galleri Bouhlou, Bergen (2007)
- Bomuldsfabriken, Arendal (2007)
- Skulpturens Hus, Stockholm (2006)
- Galleri Brandstrup, Oslo (2006)
- "Vortex – works in progress" National Museum of Art, Architecture and Design, Oslo (2006)
- Galleri Riis, Oslo (2005)
- Galleri Anhava, Helsinki (2004)
- Galleri Riis & Galleri Brandstrup, Oslo (2003)
- The Chinese European Art Centre, Xiamen (2000)
- «Man Man Lai» Bomuldsfabriken Arendal (1999)
- Museum of Contemporary Art, Oslo (1998)
- Malmö Art Museum(1996)
- Museum of Contemporary Art, Oslo (1994)
- German van Eck, New York (1992)
- Lillehammer Art Museum (1992)
- Galleri Artek, Helsinki (1992)
- Citadel, Oslo (1990)
- German van Eck Gallery, New York (1990)
- Centre for Contemporary Art, Chicago (1990)
- Galleri Artek, Helsinki (1989)
- Galleri Riis, Oslo (1989)
- Art Museum in Bergen (1988)
- Edward Thordens Galleri, Gothenburg (1988)
- German van Eck Gallery, New York (1988)
- «Granit» Belfort Frankrike (1988)
- Galerie Artek, Helsinki (1986)
- German van Eck Gallery, New York (1986)
- Galleri Nordenhake, Malmö (1985)
- Galeri Nemo, Eckernförde (1983)
- Galleri Aronowitsch, Stockholm (1982)
- Oscarsson-Hood Gallery, New York (1982)
- «Fiber» Henie-Onstad Art Centre, Oslo (1981)
- Trondhjems Art Museum (1981)
- Galleri Sculptor, Helsinki (1981)
- Galleri Wallner, Malmö (1979)
- Galleri Dobloug, Oslo (1979)
- Galleri 1, Bergen (1974)

## Öffentliche Sammlungen
- Third Beijing Art Biennale (2008)
- Blickachsen IV, Bad Homburg v.d. Höhe (2005)
- Rikshospitalet, Oslo (1997)
- La Hora del Norte, Madrid (1995)
- Juxtaposition, Charlottenborg, København (1993)
- São Paulo Biennale (1991)
- Wanås Castle (1990)
- Socrates Sculpture Garden, New York (1990)
- Artscape Nordland, Narvik (1990)
- Dörrie Priess Gallery, Hamburg (1990)
- «Northlands» MOMA, Oxford Trinity College, Dublin (1990)
- «Meeting in the North» Oslo (1989)
- Forum, Hamburg (1989)
- «3 Contemporary Norwegian Artists» Centro Culturale Arte Contemporaneo Mexico (1988)
- «Scandinavia Today» Seibu Museum of Art, Tokyo (1987)
- «Norealis» DAAD Galerie, Berlin (1987)
- «Scandinavia Today» Seibu Museum of Art, Tokyo (1987)
- «La Biennale di Venezia»- (1986)
- «Nordanad» Musée des Arts Decoratifs - Paris & Malmö Konsthall (1986)
- «Sculpture Unbound», New York (1986)
- «Art in Norway Today», London (1985)
- «Kunst in Norwegen Heute» Neue Galerie Aachen (1985)
- «Borealis 2: The Nordic Biennial» Henie-Onstad Kunstsenter Høvikodden (1985)
- «ARS '83» Atheneums Art Museum, Helsinki (1983)
- «Sleeping Beauty: Scandinavian Art Now» Guggenheim Museum, New York (1982–1983)
- «Norwegische Kunst Heute» Kunsthalle zu Kiel (1981)
- «Shelter» Liljevalchs Art Museum, Stockholm (1977)